# Konstantin Gil
Konstantin Gil (* 1946) betreibt seit 1967 Taekwondo.
Unter seiner Mitwirkung wurden die Vereine Internationaler Taekwondo Club (ITC) Wiesbaden und Taekwondo Freunde Mainz (TFM) gegründet. Er war Mitbegründer der Sektion Taekwondo im Deutschen Judobund (DJB) und später auch der Deutschen Taekwondo Union (DTU) als Vereinsdelegierter. Außerdem schrieb er 1972 das erste deutschsprachige Lehrbuch über diese Sportart und arbeitete viele Jahre im Vorstand der DTU als Bundespressereferent.
In seiner Wettkämpfer-Laufbahn belegte er auf nationaler Ebene zweite und dritte Plätze (DVWS, DJB und DTU), sowie einen ersten Platz mit der Mannschaft. Deutscher Meister war er im Poomsae-Wettbewerb.

## Veröffentlichungen
- Konstantin Gil: Taekwondo: Koreanischer Kampfsport. Falken-Verlag, Niedernhausen im Taunus 1990, ISBN 3-8068-0347-1.
- Kim Chul-Hwan und Konstantin Gil: Taekwondo Perfekt 1. Jaguar-Verlag, Hannover 2010, ISBN 978-3-9812909-0-5.
- Kim Chul-Hwan und Konstantin Gil: Taekwondo Perfekt 2. Jaguar-Verlag, Hannover 2010, ISBN 978-3-9812909-1-2.
- Kim Chul-Hwan und Konstantin Gil: Taekwondo Perfekt 3. Jaguar-Verlag, Hannover 2011, ISBN 978-3-9812909-2-9.
- Kim Chul-Hwan und Konstantin Gil: Taekwondo Perfekt 4. Jaguar-Verlag, Hannover 2012, ISBN 978-3-9812909-3-6.